# 先発ローテーション
先発ローテーション（せんぱつローテーション）とは、野球、特にプロ野球においてリーグ戦を行う際、複数の投手を先発投手として起用する順番のことである。「先発ローテ」または単に「ローテ」と呼ばれることもある。

## 概要
人間にとって、体の構造を考えると物を投げるという行為は全く合理的でないと言われている。投手の肩や腕は必要以上に捻りが加わり、そのため肩には肩板に負担がかかり肘には内側の靭帯が伸びやすくなり尺骨神経にも悪影響を及ぼし、さらに遠心力によって指先の毛細血管もダメージを受けるためである。プロ野球のリーグ戦は、約半年間の長期にわたり100試合以上が行われるため、これだけの数の全ての試合に登板することは、実質的に不可能である。そのため、各球団では数人の投手を先発投手として用意しておき、この投手たちを順番に起用する。これが先発ローテーションである。
一定以上のレベルの投手は、先発時の投球による負荷によって肘周辺を中心に毛細血管が切れる。これが再生するには4日以上かかるとされるため、1人の投手の登板間隔を4日以上開ける必要がある。5連戦以上の試合が組まれるプロ野球リーグの場合、ローテーションは5人前後で構成されることが一般的で、チーム内の優秀な投手から順にローテーション起用されることが多い。先発投手の登板間隔は「中○日」という形で表され、例えば月曜日の登板後、同じ週の土曜日に再び登板すれば火・水・木・金の4日間を挟んだため、「中4日」となる。
ローテーション投手の先発登板試合が雨天等で中止になった場合、中止試合の先発投手をローテーションを崩して翌日などの直近試合へ先発登板させることを「スライド登板」と言い、一方で試合中止などが絡んでも、次回の登板予定試合までローテーションを崩さず出場させないことは「飛ばし」と呼ばれる。この他、ローテーションを崩して先発投手を前倒しで先発・リリーフ登板させることを「スクランブル登板」と表現し、これは特にシーズン終盤、自チームと順位が近いチームとの直接対決を迎えた場合、当初先発予定だった投手にアクシデントが発生した場合、または主力級の先発投手が各種成績のタイトル争いに絡んでいる場面などで見られる。
また、近年MLBでは、先発ローテに属する投手の休養や先発投手の不足を補う目的で、救援投手を先発で使うオープナーとよばれる戦術が普及し始めてきた。先発の救援投手は1,2回と短いイニングを投げることがほとんどで、2番手はロングリリーフの投手を入れることが多い。

## 日本プロ野球
かつて日本プロ野球（NPB）では、リリーフ登板も含めて中0日での連投や中1日などで多投する投手が見られたが、近年は中5日ないし中6日が主流である。投手が少ない場合や、強豪チーム相手に好投手を登板させたい場合などでは中4日、ポストシーズンでは中3日もたまに見られる。
NPBの場合は後述のアメリカ・メジャーリーグ（MLB）と違い、1週間の日程が火曜 - 日曜の6試合と定まっている日程がほとんどを占め、特に7月頃までは週6試合となるケースも多くなく、2014年までのセ・パ交流戦などの例外的な日程でも週5試合であるために長期連戦となることがほぼなく、固定された登板間隔を保ちやすい。またNPBのルール上、出場選手登録された29人の中から25人がベンチ入りすることが定められているため、登板予定のない先発投手を出場選手登録したままベンチ（サブメンバー、控え選手）から外すことが一般的である（控えからも外れた選手は、俗に「あがり」と呼ばれる）。このため、各球団は先発ローテーションとして6名を用意し、週の6戦に6名の投手をそれぞれ当てることが一般的である。
しかし、チーム編成で5名前後の優れた先発投手を確保するのは容易ではないため、5名でローテーションを組むことも良く見られる。この場合はエース級の投手を中4日・5日で登板させ、他の投手を中5日・6日で登板させていく。そのような組み合わせの中で、連戦などが重なるとローテーションのどの投手も中4日以上の間隔を持って登板させることの出来ない試合が発生し、その試合ではローテーション入りしていない投手を登板させることが多い。その状況を指して「ローテーションの谷間」、先発投手は「谷間の投手」と呼ばれる。また、満足な力量の投手を6人以上用意することができなくても、一部投手への皺寄せを避けるために能力に劣る投手をテストを兼ねてローテーションの下位に加え、6人編成のローテーションを組んでいる場合もある。また、2010年代後半には、先発ローテの選手を一切出さずリリーフ投手だけで細かく繋いで乗り切る「ブルペンデー」を設けたり、「オープナー」「ショートスターター」などと呼ばれる短いイニングしか投げないことを想定した投手を登板させるケースもある。
極端なところでは、出場選手登録抹消・再登録まで最低10日間制限というインターバルを活かし、中10日ローテを組むことも可能である。これを始めて採用したのは、2007年の福岡ソフトバンクホークスの斉藤和巳であり、肩の故障を考慮して中10日のローテーションが考案された。また、ソフトバンクでは2014年のオールスター明けから、主戦級の3人のみ中6日で回し、残り3枠は先発登板日に登録し翌日抹消というパターンで中10日以上空けて複数の投手を先発させた。これには、25人のベンチ入り選手をフルに活用できる、相性などにより登板日を調整できるなどのメリットがある。
クライマックスシリーズは、2戦先勝方式のファーストステージ（最大3試合）と、次のファイナルステージ（1位チームのアドバンテージ1勝含む4戦先勝、最大6試合）の間の予備日は、2011年以降原則1日しか設けていない。これは、1stステージ第1戦で先発した下位チームのエース投手の最終ステージ第1戦（中3日）への先発登板を困難にして、1位チームに日程的なアドバンテージを持たせる意味合いもある。ただし、1st・最終ステージ間の予備日が2日あった年もあり、そのケースでは中4日で登板した事例もある。2010年のパ・リーグCSでは、当時千葉ロッテマリーンズのエースであった成瀬善久が、1stステージ第1戦に先発（7.0回、2失点）した後、中4日で最終ステージ第1戦、更に中4日で第6戦にも先発、この2試合でいずれも完投勝利を記録（第1戦は1失点完投、第6戦は完封）し、最終ステージのMVPを受賞した。
投手と野手の二刀流として活躍している大谷翔平は北海道日本ハムファイターズ時代、中6日で先発ローテーションに組み込まれていた。先発の前日と翌日は、野手・DHとしても試合に出場しない。ロサンゼルス・エンゼルスでは、中6 - 10日の間隔で10試合に先発したが、2018年6月半ばに怪我により離脱したのを機に、一時野手起用に一本化されていた。

### 歴史
第二次世界大戦前のNPBはシーズンの試合数が少なく、投手優位の試合が多かったため、各チームで2、3人の投手が交代で先発する方法が採用され、原則的に勝ち試合の先発投手は完投していた。そのため、シーズンの投球回は非常に多く、500回を超えることもあった。
終戦後、試合数が増加すると比例して先発投手の人数も増加したが、エース級の投手は状況により救援登板もしていたため、シーズンの投球回は多いままであった。特に、1961年のリーグ最優秀防御率であった稲尾和久と権藤博は共に400回以上の登板（2018年現在も両リーグの最多投球回記録）を記録し、権藤については「権藤、権藤、雨、権藤、雨、雨、権藤、雨、権藤」という流行語も生まれるほど登板スケジュールが過密であった。1958年の日本シリーズの稲尾は7試合中6試合に登板し（うち先発5試合）47イニングを投げるなど、突出した投手には重要な局面で過剰な負担がかかりがちでもあった。一方、同じ年に阪神タイガース監督に就任した藤本定義は、翌1962年に、小山正明・村山実の二人を軸とした先発ローテーションを作り、リーグ優勝を達成している。
しかし、稲尾・権藤をはじめ、酷使の影響で故障して選手生命を縮めた選手が多数出たことを教訓に、1960年代後半から救援専門投手が整備され始め、1975年、広島東洋カープ監督ジョー・ルーツが外木場義郎、池谷公二郎、佐伯和司を柱とした先発ローテーションを投入したのを皮切りに、1980年頃には各球団で先発ローテーションが確立していった。1980年代は中5日のローテーションを組むチームが多く、先発投手が好調と判断した場合、先発投手に長い回を投げさせることも行われていたが、シーズンの投球回が300回を超えるような投手起用はなくなった。
そのような中、中6日のローテーションは故障を抱えた村田兆治や郭泰源が採用したのをきっかけに、1990年代に入り急速に普及していく。その一方で、先発投手の次回登板時の疲労に配慮し、投球数の多い先発投手を中継ぎ投手へ交代させることも増えたため、シーズンの投球回はさらに減少した。中6日ローテーションの調整としては、郭の例で挙げると、登板翌日は軽く汗を流し2日目もランニング程度、3日目はキャッチボールで4、5日目に80％程度の力で60-70球を投げ、6日目は汗を流す程度で翌日の登板に備える、という調整を行なっていた。また、村田はトミー・ジョン手術を受けた右肘の状態を考慮して、日曜日限定のローテーションで先発登板していた。
2020年以降になると、体が完全にできていない若手投手や体力の落ちてきたベテラン投手に対する配慮として、登録を抹消した日から起算して10日間は再登録はできない仕組みを利用した中10日ローテーションで運用するチームも現れた。これによって、より多くの選手を一軍登録することが出来るメリットがあるが、1人当たりの登板機会が減少するため必然的に投球回は少なくなる（規定投球回の問題）。
4月1日から9月30日まで中5日で投げ続けると単純計算した場合、登板回数は30 - 31、中4日で36 - 37である。シーズン最多勝利のプロ野球記録はヴィクトル・スタルヒンと稲尾がそれぞれ記録した42勝であるが、中4日以上開けるのが不可欠とされる現代において、記録更新は不可能であると言ってもいい。

## メジャーリーグ
1980年以降のMLBでは、先発投手5人を100球前後で降板させ、中4日の日程で運営するローテーションが定着している。また、非常時には中3日の先発も行われている。
初期の野球ではチームのシーズンにおける全ての試合を通じ、1人の投手だけが登板することが普通であり、ローテーションや継投という概念はなかった。その後、ルールの変更などより1人の投手がすべての試合に登板することが非現実的となったため、1920年代から4人の投手が交代で先発する方法が定着した。しかし、この頃は先発投手が救援登板する回数も多く、厳密な先発ローテーションは組まれていなかった。第二次世界大戦後に救援専門の投手が増加すると、先発投手が救援登板する回数は減少していったが、先発投手の登板には相手チームとの相性や順位争いの状況も考慮されたため、必ずしも先発投手の登板間隔は一定ではなかった。
1960年代から4人の投手が中3日で先発する方法が一般的になり、ローテーションの原型が始まった。ここから1970年代にかけては、投手優位の試合が比較的多かったこともあり、エース級の投手は勝ち試合のほとんどを完投していたため、先発投手のシーズン投球回は300回以上となることも多かった。1970年代の中頃から5人の投手が中4日で先発する方法が採用され始め、1980年代以降は中継ぎ投手も一定間隔で登板する方法が採用され始めたため、先発投手が完投する回数は減少し、その結果、先発投手のシーズンの投球回は大幅に減少している。

## アマチュア野球
- 社会人野球の場合は一定の期間にトーナメントを集中して行う場合が多く、プロ野球のように長いスパンでシーズンを戦うものではないため、2人か3人の先発投手を順番に登板させるのが一般的である。ただし、昔のプロ野球のように絶対的なエースがいる場合（と同時にその投手と他の投手のレベルがあまりに違いすぎる場合）は、そのエースが先発連投し、他の投手がリリーバーに回ることが多い。
- 大学野球のリーグ戦は2戦先勝の3試合制、すなわち1週間毎に2連戦ないしは3連戦を行う形式が多いため、多くて2人の先発投手がいれば十分であり、「先発ローテーション」という言葉は用いられない。
- 高校野球はトーナメントのため、決勝が近づくと試合日程が過酷になるが、一番手投手と二番手以下の投手の力の差が大きいことや、ベンチ入りできる人数が少ないことなどから、1人から3人程度の投手で回すことが多い。そのため、しばしばエースの投げ過ぎが問題視されることがある。近年では、2006年度夏の甲子園で優勝した早稲田実業の斎藤佑樹が1回戦、2回戦、3回戦、準々決勝、準決勝、決勝（延長15回引き分け）、決勝再試合の7試合・69回を全て1人で投げきった（正確には1度だけリリーフ投手と交代したが、その投手がひとつのアウトも取れず斎藤が再登板した）ことが話題となった。そのため、高校野球でもプロに習い、多投手で試合を乗り切るチームも出てきているが、優秀な投手を複数確保できる私立の強豪校とそれができない弱小、公立校との差が一層開いてしまう難点もある。